# Икэгусуку Анрай
Икэгусуку уэката Анрай (яп. 池城 親方 安頼; 1558 — 1 февраля 1623) — рюкюский чиновник. Его имя в китайском стиле — Мо Хоги (毛 鳳儀).

## Биография
Икэгусуку Анрай родился в 1558 году в аристократической семье Мо-удзи Икэгусуку Дунчи (毛氏池城殿内). Его отец Икэгусуку Анто (池城 安棟) был сансиканом во время правления королей Сё Гэна и Сё Эйа.
Семья Джана (謝 名 一 族) подняла восстание против короля Сё Нэя в 1592 году. Икэгусуку Анрай принял участие в подавлении этого восстания вместе с Кочинда-Хига Сейдзоку (東 風 平 比 嘉 盛 続) и Мабуни Анко (摩文仁 親方 安恒) и успешно подавил его. Все они получили титул уэката, высший титул в аристократии юкатчу Рюкю.
Княжество Сацума вторглось в Рюкю весной 1609 года. Когда войска Сацумы подошли к Наха, Икэгусуку последовал за сэссеем Гусичан Чосей, чтобы провести мирные переговоры с Сацумой в Оямисе (親見世), но мирное соглашение было отклонено. После капитуляции короля Сё Нея он был доставлен в Кагосиму вместе с рядом высокопоставленных лиц и войсками Сацумы. Икэгусуку вернулся в Рюкю вместе с Гусичан Чосей в следующем году, чтобы заняться делами данников. Сацума отправило его в империю Мин, чтобы отдать дань уважения вместе с Кин Окай (金 応魁, также известный как Гуши Пекуми 具 志 親 雲 上), но они пытались позволить империи Мин тайно вмешаться. Затем империя Мин отказывался получать дань от Рюкю до тех пор, пока король Сё Нэй не был освобожден Сацумой в 1611 году.
Икэгусуку занял место Уразоэ Чоши и стал сансиканом. В 1623 году он был отправлен в Китай вместе с Сай Кеном (蔡 堅, также известным как Киюна Пекуми 喜 友 名 親 雲 上), чтобы просить об инвеституре короля Сё Хо и разрешения платить дань один раз в пять лет. Икэгусуку серьезно заболел по дороге домой и умер в Цзяннане 1 февраля 1623 года.